# Wojska pancerne Belgii (do 1940)

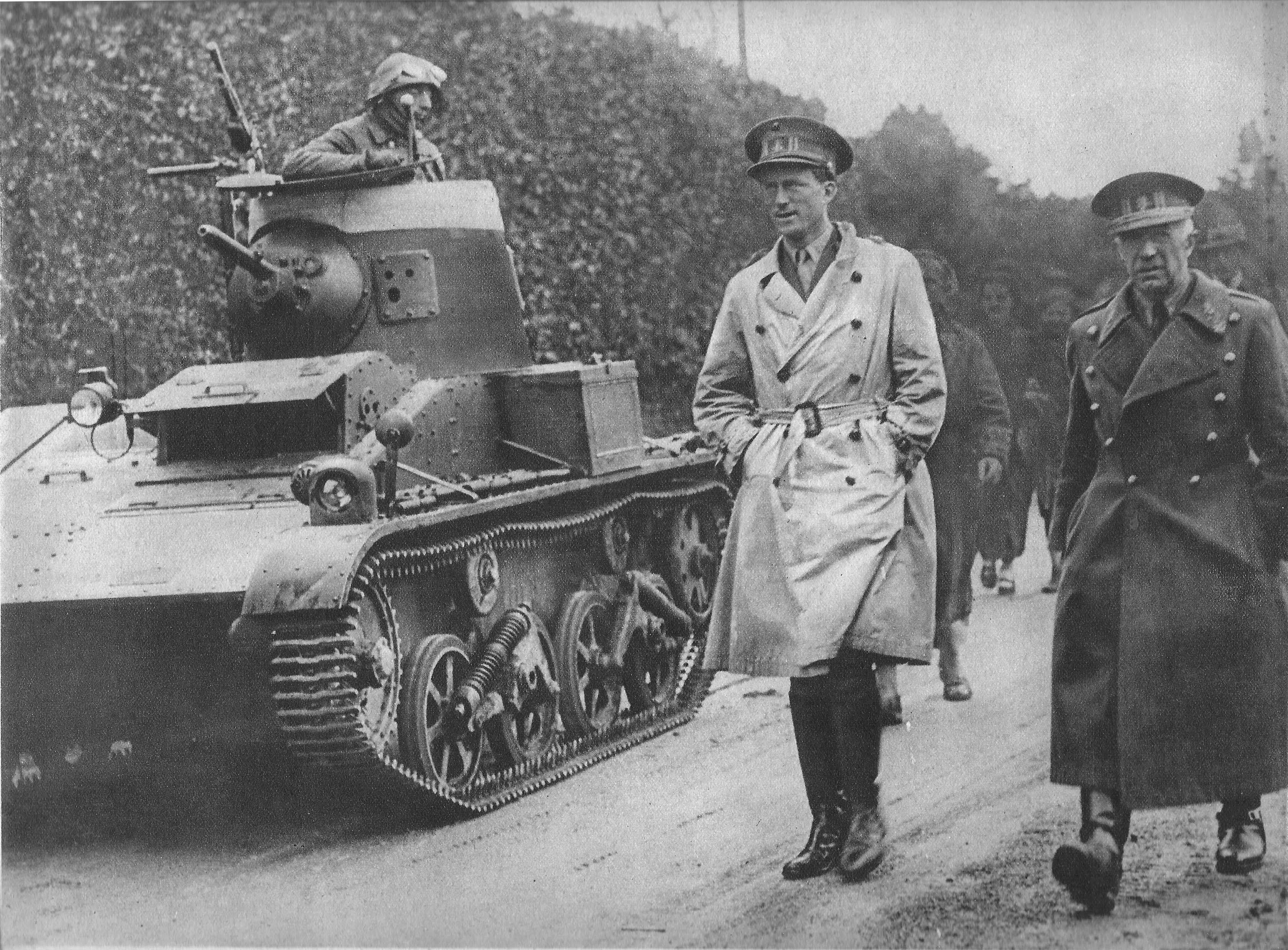
Król Belgów Leopold III dokonuje przeglądu wojsk belgijskich w 1940. Widoczny czołg T-15

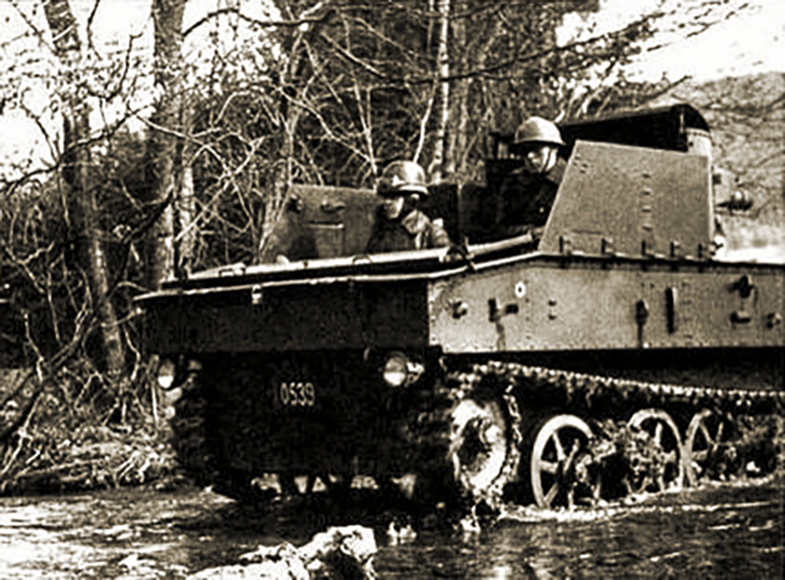
Samobieżny niszczyciel czołgów T-13 na ćwiczeniach armii belgijskiej

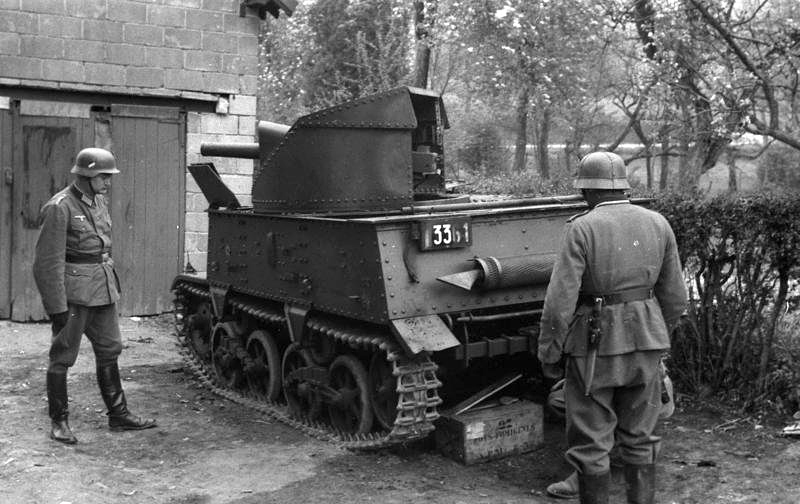
Samobieżny niszczyciel czołgów T-13 zdobyty przez Niemców

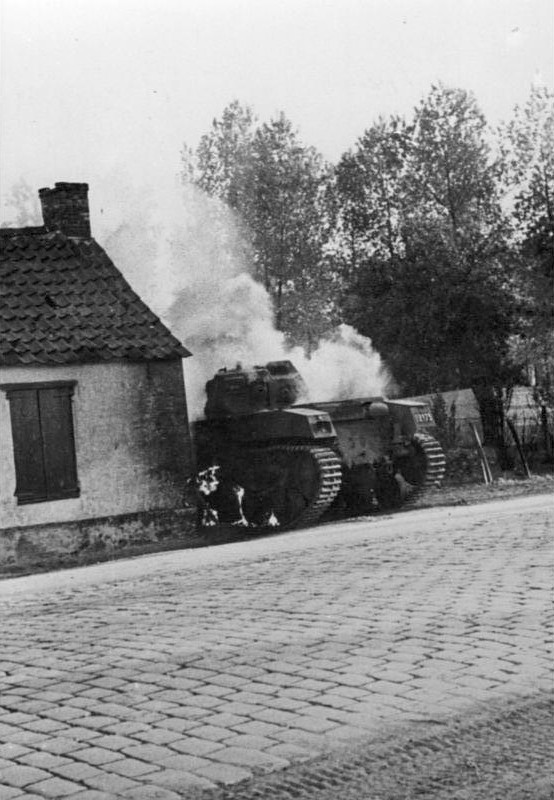
Uszkodzony podczas walk z Niemcami czołg lekki ACG-1

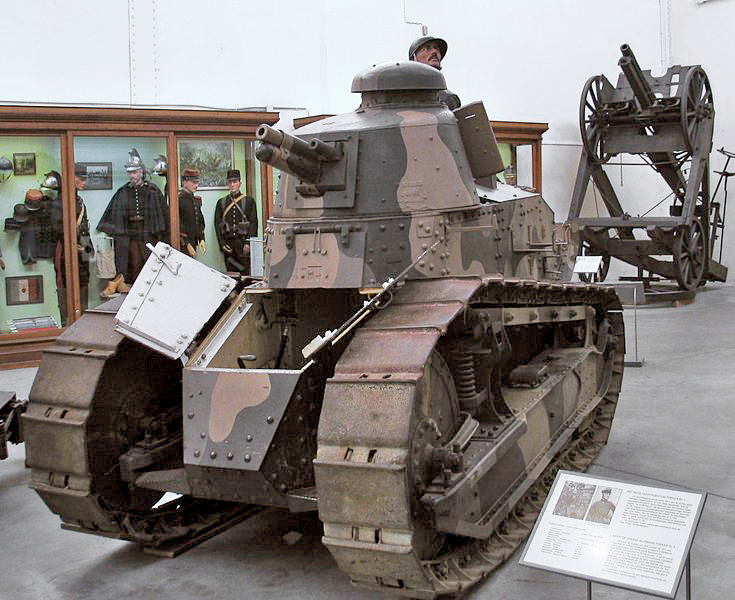
Belgijski czołg lekki FT-17 w Królewskim Muzeum Wojskowym w Brukseli

## Historia
Podczas I wojny światowej w sierpniu 1914 porucznik Charles Henkart zbudował 2 improwizowane samochody pancerne. Były to samochody ciężarowe Minerva zabudowane płytami pancernymi i uzbrojone w 1 karabin maszynowy Hotchkiss. Jeden z nich został przejęty przez Holendrów pod koniec 1914, kiedy wojska belgijskie wycofały się pod naciskiem sił niemieckich na terytorium Holandii. Używano go do służby granicznej, zaś po zakończeniu wojny został w 1919 zwrócony Belgom. Wiosną 1915 w Paryżu spośród belgijskich ochotników zostały sformowany samodzielny oddział pancerny pod nazwą Corps des Autos-Canons-Mitrailleuses. Wkrótce wysłano go na front rosyjski, gdzie walczył aż do stycznia 1918. W 1920 utworzono w Belgii 1 Pułk Pancerny, złożony z zakupionych we Francji 54 czołgów lekkich FT-17 (część maszyn stanowiły zmodernizowane FT-18). W 1934 rozformowano go, zaś czołgi przekazano żandarmerii. Na początku lat 30. XX wieku Belgowie otrzymali z zakładów Forda w Antwerpii 90 samochodów opancerzonych Ford-Marmon-Herrington, które były uzbrojone w armaty przeciwpancerne 47 mm. Armia belgijska od 1934 zaczęła otrzymywać dostawy rodzimej produkcji samobieżnych niszczycieli czołgów T-13 w wersji B-1. Łącznie wyprodukowano ich 30. W 1936 pojawiły się T-13 w wersji B-2 (ogółem 20 sztuk), zaś w 1937 w wersji B-3 (150 sztuk). Wszystkie niszczyciele były uzbrojone w armaty przeciwpancerne 47 mm. Każda dywizja piechoty otrzymała kompanię złożoną z 12 takich maszyn. W tym samym roku Belgowie zakupili w Wielkiej Brytanii 42 lekkie czołgi Vickers Carden Loyd M 1934 (w Belgii oznaczono je jako T-15). Po 16 maszyn przydzielono do 1 i 2 Dywizji Kawalerii, zaś pozostałe do 1 i 2 Dywizji Ardeńskich Strzelców Górskich (Chasseurs Ardennais). Jednocześnie we Francji zakupiono serię transporterów opancerzonych Renault UE oraz 12 (początkowo zamówiono 25) czołgów lekkich AMC-35 (otrzymały one belgijskie oznaczenie ACG-1). W przypadku tego wariantu były one uzbrojone w armaty przeciwpancerne 47 mm i karabiny maszynowe Hotchkiss 13,2 mm. Czołgi przez dłuższy czas nie były wykorzystywane, gdyż były uważane za broń ofensywną, a Belgia nie chciała podawać w wątpliwość swojej neutralności. Dopiero 1 września 1939, kiedy Niemcy zaatakowały Polskę, został z nich sformowany Samodzielny Szwadron Pancerny Wsparcia Kawalerii (L’escadron independent d’autos blindes du corp de cavalerie). Czołgi nie miały dobrej opinii wśród belgijskich pancerniaków z powodu licznych problemów technicznych.

## Rozmieszczenie belgijskiej broni pancernej w jednostkach wojskowych
- 1 Dywizja Piechoty – 12 T-13 B-3
- 2 Dywizja Piechoty – 12 T-13 B-3
- 3 Dywizja Piechoty – 12 T-13 B-3
- 4 Dywizja Piechoty – 12 T-13 B-3
- 5 Dywizja Piechoty – 12 T-13 B-3
- 6 Dywizja Piechoty – 12 T-13 B-3
- 7 Dywizja Piechoty – 12 T-13 B-3
- 8 Dywizja Piechoty – 12 T-13 B-3
- 9 Dywizja Piechoty – 12 T-13 B-3
- 10 Dywizja Piechoty – 12 T-13 B-3
- 11 Dywizja Piechoty – 12 T-13 B-3
- 1 Dywizja Ardeńskich Strzelców Górskich – 3 T-15 i 48 T-13 B-3
- 2 Dywizja Ardeńskich Strzelców Górskich – 3 T-15
- Samodzielna Pograniczna Kompania Rowerowa – 12 T-13 B-1
- 8 Pograniczna Kompania Rowerowa – 12 T-13 B-2
- Kompania Namurskiego Rejonu Umocnionego – 12 T-13
- 1 Dywizja Kawalerii – 18 T-15 i 18 T-13
- 2 Dywizja Kawalerii – 18 T-15 i 18 T-13
- Samodzielny Szwadron Pancerny Wsparcia Kawalerii – 8 ACG-1
- szkoła pancerna w Borsbeek pod Antwerpią – 1 T-15

## Udział w wojnie z Niemcami w maju 1940 roku
Według belgijskich źródeł broń pancerna spisała się dobrze podczas walk z Niemcami w maju 1940. Niszczyciele czołgów T-13 zniszczyły nawet część czołgów ciężkich PzKpfw IV. Aktywnie działał Samodzielny Szwadron Pancerny Wsparcia Kawalerii, którego czołgi ACG-1 zniszczyły nieznaną liczbę niemieckich PzKpfw I i PzKpfw II. Jednakże wszystkie belgijskie maszyny uległy zniszczeniu w walkach.